# Smile PreCure!
Smile PreCure! (яп. スマイルプリキュア！ сумайру пурикюа) — девятый сезон многосерийной серии Pretty Cure, созданной студией Toei Animation. Премьера сериала состоялась на телеканале TV Asahi в феврале 2012 года, заменив Suite PreCure.
В России с 1 сентября выходит на канале «Gulli» под названием «Глиттер Форс» (англ. Glitter Force).

## Сюжет
Где-то во вселенной существует место под названием Книжное королевство Мейхер, где сосуществуют вместе все персонажи сказок. На краю этого мира находится место под названием Королевство плохого конца, там собираются все отрицательные персонажи. Однажды злой император Пьеро (яп. ピエーロ Пиэ:ро) из Королевства плохого конца вторгается на остальную территорию, захватывает королеву и начинает собирать на Земле Отрицательную энергию, чтобы дать целому миру «Самый плохой конец». Чтобы спасти королеву, фея Кенди ищет пять легендарных воинов. Первой становится ученица средней школы Миюки Хосидзора.

## Персонажи
- Миюки Хосидзора (яп. 星空 みゆき Хосидзора Миюки) Кюа Хэппи (яп. キュアハッピー Кюа Хаппи:)

Сэйю: Мисато Фукуэн
Миюки является лидером пятерки Кюа. Она — умная, энергичная, но немного надоедливая 14-летняя девочка, которая любит сказки. Всегда счастлива и оптимистична, что заставляет её казаться очень наивной и даже глупенькой. Недавно стала ученицей по обмену в младшей школе Нанаирогаока. Всякий раз, когда она счастлива, она произносит «Ультрасчастье!». Её сила проснулась, когда она спасала Кенди от Волфруна. В виде Кюа её волосы становятся длиннее, приобретают ярко-розовый цвет. Глаза становятся чуть светлее. Основной цвет — розовый. Она трансформируется в Кюа Хэппи, также имеет облик принцессы Хэппи. Управляет силой Святого света.
- Аканэ Хино (яп. 日野 あかね Хино Аканэ) Кюа Санни (яп. キュアサニー Кюа Сани:)

Сэйю: Асами Тано
Аканэ Хино является одной из главных Кюа в Smile PreCure!. Необычайно влюбчивая 14-летняя девочка, у которой часто меняется настроение и которая любит заставлять других смеяться. Её семья управляет рестораном окономияки, и она часто помогает там. Аканэ обращается к себе как «ути» вместо обычного «ватаси». Всегда готова пошутить, веселит всех одноклассников, популярна и любима. В составе школьного волейбольного клуба. Она родилась в Осаке и говорит на кансайском диалекте, как Тарт из Fresh Pretty Cure! Аканэ трансформируется в Кюа Санни, волосы становятся ярко-оранжевыми, удлиняются и завязываются в пучок. Основной цвет — оранжевый. Ей подвластен Солнечный огонь.
- Яёй Кисэ (яп. 黄瀬 やよい Кисэ Яёй) Кюа Пис (яп. キュアピース Кюа Пи:су)

Сэйю: Хисако Канэмото
Яёй Кисэ — третий член команды «Smile Precure!». Яёй очень милая и добрая 13-летняя девочка. У неё развиты навыки рисования, однако она не любит показывать свои рисунки другим. Кроме того, Яёй стеснительная, часто плачет и показывает знак ножниц. В бою она становится Кюа Пис. Её волосы становятся длиннее и собираются в очень высокий хвост. Основной цвет — жёлтый. Повелевает молнией.
- Нао Мидорикава (яп. 緑川 なお Мидорикава Нао) Кюа Марч (яп. キュアマーチ Кюа Ма:ти)

Сэйю: Марина Иноуэ
Нао является активной 14-летней девушкой, которая хороша в спорте, особенно в футболе. Высокая и спортивная, она пользуется популярностью в школе, но не любит подпускать фанаток близко к себе. Её родители постоянно работают, и она в их отсутствие заботится о младших братьях и сестрёнках. Превращается в Кюа Марч. Её волосы удлиняются, а цвет переходит от темно-зелёного до салатового. Имеет силу ветра, которая даёт ей возможность сражаться на супер скорости. Она является самой быстрой из «Smile Precure» и способна перемещаться по вертикальным плоскостям.
- Рэйка Аоки (яп. 青木 れいか Аоки Рэйка) Кюа Бьюти (яп. キュアビューティ Кюа Бю:ти)

Сэйю: Тинами Нисимура
Рэйка, уравновешенная и мягкая 14-летняя девушка, является членом, позже президентом студенческого совета. Она участвует в команде по стрельбе из лука, а также любит стихи и традиции «старой Японии». Самая рациональная из команды пяти девушек. В бою она Кюа Бьюти, владеющая силой льда. После превращения имеет длинные голубые волосы с прямой чёлкой и двумя длинными прядями.
Кэнди - фея из королевства Мейхер. Является помощником ПриКюа. У неё есть старший брат Поп.